# دييغو ريغوناتو رودريغوز
دييغو ريغوناتو رودريغوز (بالبرتغالية: Diego Rigonato Rodrigues) (9 مارس 1988 بأمريكانا في البرازيل - ) هو لاعب كرة قدم برازيلي في مركز الوسط . لعب مع ستاد ريمس ونادي بودابست هونفيد ونادي تور ونادي الظفرة.

## وصلات خارجية
- دييغو ريغوناتو رودريغوز على موقع رابطة كرة القدم الفرنسية للمحترفين (الإنجليزية)
- دييغو ريغوناتو رودريغوز على موقع قاعدة بيانات كرة القدم.إي يو (الإنجليزية)
- دييغو ريغوناتو رودريغوز على موقع ليكيب (الفرنسية)
- دييغو ريغوناتو رودريغوز على موقع Soccerway.com (الإنجليزية)
- دييغو ريغوناتو رودريغوز على موقع عالم كرة القدم.نت (الإنجليزية)
- دييغو ريغوناتو رودريغوز على موقع AS.com (الإسبانية)